# Spiral Zone
 (novembre 2023).
Spiral Zone est une série télévisée d'animation américaine en 65 épisodes de 25 minutes, diffusée entre le 21 septembre 1987 et le 18 décembre 1987 en syndication.
En France, la série a été diffusée à partir d'avril 1988 sur M6 et rediffusée à partir du 14 janvier 1991 sur La Cinq.

## Synopsis
Cette série met en scène le combat des cinq meilleurs soldats d’élite du monde contre un scientifique renégat qui a découvert une bactérie capable de contrôler les hommes. Plus de la moitié du monde est infestée par les Zones génératrices de bactéries. 
Le 18 juin 2007, le docteur James Bent, scientifique militaire renégat au nom de code Avoror, utilise une navette spatiale piratée pour larguer ses dégénérateurs de Zones à travers le monde. Plus de la moitié du monde est affectée. C'est ainsi que commence Spiral Zone.
Lorsque la plupart des grandes villes du monde sont « zonées », les nations mettent leurs différences de côté pour combattre Avoror et ses « Veuves noires ». Seuls cinq soldats, issus du Commando Zéro, peuvent mener le combat à l'aide d'uniformes spéciaux pour les protéger des bactéries.
Des millions de gens sont piégés à l’intérieur des Zones et deviennent alors des « Zoneurs », sortes de zombies aux yeux jaunes. Des plaques rouges produites par les bactéries de la Zone apparaissent sur leur visage. Parce qu’ils n’ont aucune volonté propre pour résister, Avoror en fait son armée d'esclaves.
Ses partisans, connus sous le nom des « Veuves noires », sont :
- Bandit, un ancien terroriste du Moyen-Orient
- Duchess Dire (Sinistre Duchesse), une criminelle connue, recherchée par les polices d’une demi-douzaine de pays pour extorsion, vol, et autres délits
- Razordback (Dos tranchant) et Reaper (Faucheur), deux criminels qui ont vu là une occasion d’accéder au pouvoir.

Grâce au Faiseur de Veuves, une autre invention d’Avoror, les « Veuves noires » sont immunisés aux pouvoirs hypnotisants de la Zone. Cependant, à cause de leur exposition prolongée aux bactéries, leurs yeux sont jaunes et leurs corps sont couverts de plaques de bactéries.
À l’intérieur des Zones, le ciel est toujours sombre. Les animaux, et même les bâtiments, sont colonisés par les plaques de bactéries. 
Les dégénérateurs de Zone sont alimentés par l’énergie naturelle des humains, ce qui explique pourquoi Avoror ne tuait personne à l’intérieur. Bien que relativement fragiles, les dégénérateurs sont presque impossibles à capturer car toujours piégés.
Avoror a coutume de larguer toujours plus de dégénérateurs sur les villes et bases militaires restantes, ce qui force le Commando Zéro à une bataille farouche avant de pouvoir délivrer les habitants des Zones déjà existantes.

## Personnages

### Les «Veuves noires»
Les « Veuves noires » ont les tâches suivantes :
- Avoror (Overlord) : commandant en chef, et scientifique dissident
- Bandit : maître dans l'art du déguisement
- Duchess Dire : experte et grande criminelle
- Razorback : homme aux couteaux
- Reaper : chasseur de têtes

Leur quartier général est situé dans le Chrysler Building de New York. Les « Veuves noires » disposent aussi d’un avion noir. Avoror pilote le Bull Whip Cannon, un véhicule tout-terrain à huit roues. Les autres « Veuves noires » conduisent des Sledge Hammers, des véhicules équipés de chenilles en triangle.

### le Commando Zéro (Les «Zone Riders»)
Grâce à la découverte d’un matériau rare, le Neutron-90, qui immunise de la bactérie, l’équipe du Commando Zéro peut être mise en place par les États-Unis et l’URSS. Malheureusement, ce composant ne peut être produit qu’en très petite quantité, et seuls cinq uniformes peuvent être initialement cousus.
Cinq soldats d’élite sont choisis :
- Colonel Dirk Courage : commandant en chef, américain
- Sergeant Chef Tank Schmidt : spécialiste en armements lourds, allemand
- Lieutenant Hiro Taka : spécialiste de l’infiltration, japonais
- Max Jones : américain
- Katerina Anastacia : russe

Depuis leur base dans les Montagnes Rocheuses, le Commando Zéro pilote un avion et sont généralement lâchés au-dessus de leurs points de mission autour du monde. Dirk Courage conduit le Rimfire, un véhicule avec une seule grande roue, monté d’un canon. Les autres « Zone Riders » conduisent des véhicules de combat monocycles. Chaque « Zone Rider » possède un sac à dos spécial.

### Autres personnages
Au milieu de la série, plusieurs nouveaux personnages sont introduits. Le Commando Zéro accueille
- Ned Tucker : australien
- Benjamin Davis Franklin : assistant de laboratoire, américain

Et les « Veuves noires » engagent :
- Crook (Escroc) : un politicien français corrompu
- Raw Meat (Viande Crue) : camionneur hors-pistes qui devient l’ami de Bandit

## Épisodes
1. Bataille à coups d'hologrammes (Holographic Zone Battle)
2. Le Roi des cieux (King of the Skies)
3. Bataille à coups d'hologrammes  (Errand of Mercy)
4. L'évasion (Mission Into Evil)
5. Retour à l'âge de pierre (Back to the Stone Age)
6. Une livraison mouvementée (Small Packages)
7. Dans les ténèbres (Zone of Darkness)
8. Retour à l'âge de pierre (Gauntlet)
9. Terreur dans le ciel (Ride the Whirlwind)
10. Le roi des cieux (The Unexploded Pod)
11. Duel au paradis (Duel in Paradise)
12. Le bout du tunnel (The Imposter)
13. Le secret de Gideon Rorshak (The Hacker)
14. La Femme mystérieuse (Overlord's Mystery Woman)
15. Les Sables d'Amaran (The Sands of Amaran)
16. Train dans la Zone (Zone Train)
17. Duel au paradis (Breakout)
18. Quand le chat n'est pas là… (When the Cat's Away)
19. L'Île dans la zone (Island in the Zone)
20. Le scorpion de Jade (The Shuttle Engine)
21. Le Secret de Gideon Rorshak (The Mind of Gideon Rorshak)
22. Le Canal (Canal Zone)
23. Le Scorpion de jade (The Lair of the Jade Scorpion)
24. L'Homme qui ne voulait pas être roi (The Man Who Wouldn't Be King)
25. La Route du samouraï (The Way of the Samurai)
26. Les Meilleurs Soldats du monde (The Best Fighting Men in the World)
27. Titre français inconnu (The Ultimate Solution)
28. Titre français inconnu (Hometown Hero)
29. Dans le ventre du monstre (In the Belly of the Beast)
30. Titre français inconnu (The Last One Picked)
31. Titre français inconnu (So Shall You Reaper)
32. La Maison mystérieuse (The Secret of Shadow House)
33. La Zone de la peur (Zone of Fear)
34. Titre français inconnu (Bandit and the Smokies)
35. Des héros dans les ténèbres (Heroes in the Dark)
36. Titre français inconnu (Zone with Big Shoulders)
37. Le Monstrueux Behemoth (Behemoth)
38. Le Pouvoir de la presse (The Power of the Press)
39. Titre français inconnu (Starship Doom)
40. Un rival électrique (The Electric Zone Rider)
41. Un Australien à Paris (Australian in Paris)
42. Titre français inconnu (The Enemy Within)
43. Anti-matière (Anti-Matter)
44. Le Siège (The Siege)
45. Un peu de musique dans la zone (A Little Zone Music)
46. L'Élément de surprise (Element of Surprise)
47. Aventure en mer (Seachase)
48. L'Irremplaçable (The Right Man for the Job)
49. Titre français inconnu (High and Low)
50. Des images de courage (Profiles in Courage)
51. Titre français inconnu (The Darkness Within)
52. Titre français inconnu (Power Play)
53. La Trahison de la duchesse (Duchess Treat)
54. Cauchemar glacial (Oversight)
55. À l'assaut du rocher (Assault on the Rock)
56. Titre français inconnu (They Zone by Night)
57. Le Devoir avant tout (Conflict of Duty)
58. L'Arme finale (The Final Weapon)
59. Le Visage de l'ennemi (The Face of the Enemy)
60. Le Frère salvateur (Brother's Keeper)
61. Les Chéries (Little Darlings)
62. Cauchemar glacial (Nightmare in Ice)
63. Une émission diabolique (Evil Transmissions)
64. Le Piège de la Zone (Zone Trap)
65. Compte à rebours (Countdown)

## Produits dérivés
Tonka développa des jouets et DC Comics publia une bande dessinée, tous tirés de la série.